# Bliźniacy (film)
Bliźniacy – amerykańska komedia z 1988 roku, w reżyserii Ivana Reitmana.

## Fabuła
Julius i Vincent to bliźniacy. Nie znają się, różnią się od siebie diametralnie i wychowali się w różnych rodzinach, ale w rzeczywistości są braćmi – jest to wynik eksperymentu sprzed lat. Pierwszy z nich, osiłek o wielkim sercu, mieszka na egzotycznej wyspie, gdzie naukowcy spełniają wszystkie jego zachcianki. Pewnego dnia dowiaduje się o tym, że ma brata. Postanawia go odnaleźć. Okazuje się, że Vincent jest jego zupełnym przeciwieństwem – to drobny złodziejaszek i kobieciarz.

## Obsada aktorska
- Arnold Schwarzenegger (Julius Benedict)
- Kelly Preston (Marnie Mason)
- Danny DeVito (Vincent Benedict)
- Chloe Webb (Linda Mason)
- Bonnie Bartlett (Mary Ann Benedict)
- Trey Wilson (Beetroot McKinley)
- Marshall Bell (Webster)
- David Caruso (Al Greco)
- Linda Porter (Painter)
- Richard Portnow (Chop Shop Owner)